# نوشیجان
نوشیجان آتشکده و قلعه‌ای باستانی در ۱۵ کیلومتری شمال غرب ملایر است، و در نزدیکی روستای شوشاب قرار دارد.
در کاوش‌های باستان‌شناختی تا کنون نشانه‌هایی از سه دوره باستانی مختلف در نوشیجان به دست آمده، که دوره نخست را به مادها(حدس بر اساس آجر های اولیه و زیرین یک سالن )، دوره دوم را به هخامنشیان و دوره سوم را به اشکانیان نسبت می‌دهند. از جمله یافته‌های باستانی در نوشیجان گنجینه‌ای‌ متشکل از بیش از ۲۰۰ شیء ساخته‌شده از نقره است که قدمت برخی از آنها به حدود ۴۰۰۰ سال پیش می‌رسد. به گمان باستان‌شناسان، این اشیای چندهزارساله احتمالا میراث خانوادگی ساکنان نوشیجان بوده و همراه آنها به آنجا راه یافته است. به نظر می‌رسد نوشیجان به طور عمده در فاصله میان سالهای ۷۵۰ تا پس از میلاد   ‌محل اقامت مردمان بوده است.

## نام
نوشیجان (در لغت: انوش+گان) احتمالاً به معنی جایگاه انوش بوده‌است و نوش یا انوش ظاهراً نام زنی است که بر این منطقه حکمرانی می‌کرده‌است .

## بقایای آثار بدست آمده
طبق بررسیهای انجام شده توسط دیوید استروناخ، باستان‌شناس بریتانیایی، طی سال‌های ۱۹۷۷–۱۹۶۷ بقایای آثاری که از این تپه بدست آمده دربرگیرنده سازه‌های زیر است:
- بنای قدیمی جبهه غربی تپه که نخستین آتشگاه است، بقایای یک آتشدان درجبهه جنوبی نشانگر مراسم نیایش آتش می‌باشد. اتاق معبد به صورت شمالی-جنوبی ساخته شده‌است و در بدنه مخروطی شکل آن سه طاقچه به‌طور نامحسوس دیده می‌شوند. درحاشیه جنوبی معبد، بقایای یک سکوی برجسته وجود دارد که احتمالاً شالوده پایه ستون‌های معبد بوده‌است. آخرین تاریخ استفاده از این بنای تاریخی هم‌زمان با دگرگونی معماری در این تپه و ایجاد تالار ستون‌دار در شرق می‌باشد.
- تالار ستون‌دار آپادانا: این تالار بر روی سکوی خشتی قرار گرفته‌است. این تالارهای ستون‌دار، با تالارهای گودین تپه و تپه نوشیجان با تالارهای اورارتویی که در آلتین تپه آسیای صغیر بدست آمده قابل مقایسه هستند و احتمالاً تأثیرپذیری از هنر معماری اورارتو در هخامنشیان ساخته شده‌است.
- معبداصلی: شکل معبد به صورت نیم چلیپا بوده و با همان عناصر معماری دژ ساخته شده‌است. در زاویه شمالی سرسرا پایه آتشدانی وجود دارد که از سه بخش کاملاً مشخص ساخته شده‌است. باید خاطرنشان کرد این نوع آتشگاه از نظر پلان دراکثر آتشگاه‌های دوره ساسانیان  به چشم میخورد ، مربوط به دوره ساسانیان.
- اتاق‌ها و انبارها: این بخش دومین اثر مهم تپه نوشیجان را تشکیل می‌دهد که در شرقی‌ترین قسمت تپه قرار گرفته و دارای حصار، بارو، اتاقهای مسکونی و انبار می‌باشد.
- تونل: دربخش شمالی تالارستون دار و در امتداد شرق و غرب حفره‌ای سردابی شکل کنده شده که در عمق ۳ متری به صخره منتهی می‌شود. با توجه به شکل تونل به‌نظر می‌رسد که کار معماری پایان نیافته و از این جهت می‌توان استنباط کرد که احداث آن در آخرین دوره سکونت در این تپه صورت پذیرفته و ازطرفی احتمالاً ایجاد آن تپه جنبه امنیتی داشته‌است.

اصطلاح شورکات یعنی محل ایزد سوریاش و انوشیجان معلوم می‌دارد که اینجا مرکز پرستش ایزد خورشید بوده‌است.

## نمونه‌های پولی یافته شده در نوشیجان
در نوشیجان نمونه‌هایی از نخستین پول‌های بشری پیدا شده است، که نام این نمونه‌های پولی سیگْلو بوده‌است. پول‌هایی از جنس نقره بوده‌اند که قدمت آن‌ها به دوره ماد بازمی‌گردد. این پول‌ها به شکل حلقه‌های توخالی یا حلقه‌هایی مارپیچ از مفتول‌های نقره‌ای بوده و گسترهٔ کاربردشان در جغرافیای محلی مادها بوده‌است. نامزز سیگلو بعدها در کشورها و زبان‌های دیگر تأثیر گذاشت و برای نمونه در ایران هخامنشی و نیز به پیروی از آن در میان‌رودان با نام «شِکِل» متداول شد و به حیات خود ادامه داد.